# 106
106. је била проста година.
.

## Догађаји
- Свети Игњатије Богоносац пише писмо хришћанима у Смирни, користећи термин црква. Ово је најраније сачувано сведочанство о употреби термина „васељенска црква“.
- Цар Трајан осваја дачке тврђаве на планини Ораштије и окружује престоницу Сармизегетусу.
- Битка код Сармизегетусе: Дачани су поражени са 50.000 заробљених. Краљ Децебал бежи и врши самоубиство.
- Трајан припаја Набатејско краљевство (са главним градом Петром) као римску провинцију Арабија Петраја.
- Римљани су изградили пут између Еилата и Дамаска.

### Август
- 11. август — Југоисточни део Дакије постаје римска провинција. Ветерани легија добијају земљу у новој провинцији за службу у римској војсци.

## Смрти
- Децебал, краљ Дакије (р. 87)
- Игњатије Богоносац - хришћански светитељ